# Craig Osaikhwuwuomwan
Craig Osaikhwuwuomwan (Budel, 12 ottobre 1990) è un cestista olandese.

## Palmarès
- Campionato olandese: 1

Donar Groningen: 2013-14
- Coppa d'Olanda: 2

Donar Groningen: 2014, 2015